# 3511 Tsvetaeva
3511 Tsvetaeva è un asteroide della fascia principale. Scoperto nel 1982, presenta un'orbita caratterizzata da un semiasse maggiore pari a 2,7474473 UA e da un'eccentricità di 0,1988287, inclinata di 8,69331° rispetto all'eclittica.